# 嬀州
嬀州（きしゅう）は、中国にかつて存在した州。唐代から遼初にかけて、現在の河北省張家口市南部に設置された。

## 概要
624年（武徳7年）、唐により高開道が滅ぼされると、隋の涿郡懐戎県の地に北燕州が置かれた。634年（貞観8年）、北燕州は嬀州と改称された。702年（長安2年）、懐戎県の県治を清夷軍城に移した。742年（天宝元年）、嬀州は嬀川郡と改称された。758年（乾元元年）、嬀川郡は嬀州の称にもどされた。嬀州は河北道に属し、懐戎・嬀川の2県を管轄した。
936年（天福元年）、後晋の建国にあたって、嬀州は燕雲十六州のひとつとして契丹に割譲された。
938年（会同元年）、遼により嬀州は可汗州と改称されたが、清平軍が置かれた。可汗州は西京道に属し、懐来県を管轄した。
北宋では嬀州は雲中府路に属すこととされているが、その統治の実態はなかった。
1122年（天輔6年）、金が可汗州を奪った。1123年（天会元年）、可汗州は廃止された。1195年（明昌6年）、懐来県は嬀川県と改称され、徳興府に属した。